# Även som död sig lik
 Även som död sig lik  är en thriller, skriven av Hans-Olov Öberg, utgiven 2015. Handlingen är förlagd till Skultuna och till Södermalm i Stockholm.

## Handling
Bokens huvudkaraktär Tony Hammar återvänder till Skultuna för en återträff 35 år efter avslutad nionde klass. Det är med blandade känslor: att känna igen gamla kamrater, vad har hänt sedan sist och stämmer det med vad man trodde då? Festen är på Brukshotellet i Skultuna och det dricks en hel del. Det blir tipspromenad, mer att dricka, dans och prat emellan varven. Gamla goda kontakter återtas och där det funnits agg blossar det upp igen. 
Författaren beskriver festen med tillbakablickar om Skultunas historia. Hur var det att växa upp i Skultuna och förhållandet till Västerås med sitt större utbud av nöjen. Sista bussen hem till Skultuna kallades för Grispilen. Kvällen och natten blir mer dimmig och uppvaknandet när polisen bultar på dörren blir abrupt. 
Tony fortsätter sina kontakter med de närmaste vännerna i Skultuna och reser sedan hem till Stockholm och Söder. Där blir det mer polisförhör och spekulationer innan upplösningen kommer.
Boken skildrar uppväxt och en maktkamp mellan två personer, en som driver på kampen och en som bara ser samarbete och inte förstår vitsen med kampen.

## Karaktärer
- Tony Hammar, berättaren, historiker, bor i Stockholm.
- Carina Rickardsson, snyggast, allas favorit, Tonys stora kärlek, inte alltid besvarat, gift med Max.
- Gabbi (Gabriella), en tänkande, tillbakadragen tjej, egentligen mer passande för Tony.
- Valter, bästis till Tony.
- Max Rickardsson, bäst i klassen, arrogant och överlägsen, förmögen finansman.
- Thomas, samarbetade med Max, saknades vid träffen.
- Axel, Tonys hund, en tillgiven bulldogg.
- Henrik, behjälplig med att lösa fallet.